# Силвија Ферери
Силвија Ферери (итал. Silvia Ferreri,  1972) италијанска је књижевница и новинарка.

## Биографија
Силвија Ферери је рођена у Милану 1972. године. На Католичком универзитету у Милану дипломирала је модерну књижевност. Године 2007. објавила је истраживачко дело под називом Uno virgola due – Viag- gio nel paese delle culle vuotе (Један зарез два – Путовање у земљу празних колевки).
Дебитантски роман Евина мајка је објавила 2017. године. Са романом Евина мајка 2018. године се нашла у најужем избору за награду Стрега које представља најзначајније књижевно признање у Италији. Роман је до сада преведен на шпански, француски, кинески и српски језик. У Италији се исзводи и истоимена представа.
Књигу докунентаристичке прозе Le cose giuste (Праве ствари) објавила је 2021. године.
Силвија Ферери тренутно живи и ради у Риму.
Као новинар радила је за Rai Tre и писала за Corriere della Sera. Тренутно пише за Rai Radio Uno. Године 2006. написала је и режирала документарни филм Una virgola due.

## Виблиографија

### Романи
- Евина мајка - 2017.

### Документаристичка проза
- Le cose giuste '('Праве ствари) - 2021.

### Истраживачко дело
- Uno virgola due – Viag- gio nel paese delle culle vuotе (Један зарез два – Путовање у земљу празних колевки) - 2007.